# Kaori Mizuhashi
Kaori Mizuhashi (水橋 かおり Mizuhashi Kaori?,  Sapporo, Hokkaidō, 28 de agosto de 1974) es una seiyū japonesa, afiliada a la agencia de talentos Arts Vision. Su debut fue en el año 1996 con el videojuego Valkyrie no Densetsu.

## Filmografía
Los papeles principales están en negrita.

### Anime
- Ai Yori Aoshi (Taeko Minazuki)
- Ai Yori Aoshi ~Enishi~ (Taeko Minazuki)
- Angelic Layer (Hijiri Shibata, Hermana de Tomo, s)
- ARIA The ANIMATION (Ai, Hime-shachou)
- ARIA The NATURAL (Ai)
- The Big O (Tami)
- Baka to Test to Shōkanjū (Minami Shimada)
- Baka to Test to Shōkanjū Ni (Minami Shimada)
- Disgaea: Hour of Darkness (Laharl)
- Edens Bowy (Nyako Mikenika)
- Fushigiboshi no Futagohime (Altessa)
- Fushigiboshi no Futagohime Gyu! (Altessa)
- Futakoi (Sara Shirogane)
- Futakoi Alternative (Sara Shirogane)
- G-On Riders (Mako)
- Grenadier - The Senshi of Smiles (Teppa Aizen (niño))
- Grisaia no Kajitsu (Michiru Matsushima)
- Grisaia no Meikyuu (Michiru Matsushima)
- Grisaia no Rakuen (Michiru Matsushima)
- Hellsing (Integra Hellsing (niña))
- InuYasha (Shiori)
- Kaleido Star (Rosetta Passel)
- Karakuri Kiden Hiwou Senki (Machi)
- Kasumin (Kasumi Haruno)
- Kiddy Grade (Mercredi)
- Little Snow Fairy Sugar (Pepper)
- Kimi ga Nozomu Eien (acreditada como Tomomi Uehara) (Akane Suzumiya)
- Rockman. EXE series (Meiru Sakurai)
- Magical Girl Lyrical Nanoha (Yūno Scrya)
- Magical Girl Lyrical Nanoha A's (Yūno Scrya)
- Magical Girl Lyrical Nanoha Strikers (Vivio Takamachi Harlaown)
- Magical Meow Meow Taruto (Nachos)
- Monogatari Series (Oshino Ougi)
- Puella Magi Madoka Magica (Mami Tomoe, Tatsuya Kaname, Walpurgisnacht)
- Magia Record (Mami Tomoe)
- Mirmo! (Tomon)
- Nana (Nana Komatsu)
- Naruto (Sakura Haruno)
- Scrapped Princess (Zefiris)
- Utawarerumono (Sakuya)
- Victorian Romance Emma (Vivian Jones)
- Full Metal Panic (Madoka Tsuge)(ep 8)
- To Love Ru (Aya Fujisaki)
- Hidamari Sketch (Miyako)
- Hidamari Sketch × 365 (Miyako)
- Hidamari Sketch × Hoshimittsu (Miyako)
- ViVid Strike! (Vivio Takamachi)

### OVA
- Akane Maniax (Akane Suzumiya)
- Baka to Test to Shōkanjū Matsuri! (Minami Shimada)
- First Kiss Story (Manami Orikura)
- Ghost Talker's Daydream (Miku)
- Hellsing (Integra Hellsing (niña))
- Kaleido Star: New Wings -Extra Stage- (Rosetta Passel)
- Stratos 4 (Kiriko Aoki)
- To Love Ru OVA 1,2 y 3 (Aya Fujisaki)
- Hidamari Sketch x SP (Miyako)

### Videojuegos
- Akane Maniax (Suzumiya Akane)
- Ai Yori Aoshi (Taeko Minazuki)
- Battle Stadium D.O.N (Sakura Haruno)
- Omake Data D.C. II ～featuring YUN2!～(Sakura Yun)
- Disgaea: Hour of Darkness (Laharl)
- Disgaea 2 (Hanako, Laharl)
- Duel Savior Destiny (Claire)
- First Kiss Story (Manami Orikura)
- First Kiss Story II (Manami Orikura)
- Futakoi (Sara Shirogane)
- Futakoi Alternative: Koi to Shoujo to Machinegun (Sara Shirogane)
- Granblue Fantasy (Medusa)
- Kimi ga Nozomu Eien (Suzumiya Akane)
- Kimi ga Nozomu Eien Special Fandisk (Suzumiya Akane)
- La Pucelle (Culotte)
- The Legend of Zelda: Ocarina of Time (Navi)
- Little Witch Parfait (Cocotte Kirsch)
- Melty Blood (Len)
- Muv-Luv (Suzumiya Akane)
- Muv-Luv Alternative (Suzumiya Akane)
- Phantom Brave (Marona)
- Phantom Kingdom (Pram, Marona, Laharl)
- Prism Ark (Fel)
- Quiz Magic Academy series (Maron)
- Saishuushiken Kujira (Sakura Yun)
- Saishuushiken Departures (Sakura Yun)
- Tales of Legendia (Norma Biatty)
- Utawarerumono: Chiriyukumonotachi he no Komoriuta
- Puella Magi Madoka Magica Portable (Mami Tomoe)
- Magia Record (Mami Tomoe)
- Queens Blade Spiral Chaos (Elina Vance)
- Senran Kagura (Yagyu)
- Queens Gate Spiral Chaos (Elina Vance)
- Blue Archive (Michiru Chidori)[1]

## Música
- Interpretó el octavo ending del ONA Koyomimonogatari (Monogatari (serie)) decent black.[2] Dicho tema también fue el primer opening de la serie Owarimonogatari.[3]
- Cantó Dark cherry mystery, tercer opening de Owarimonogatari 2.ª season.[4]